# Musée du Revard
Le musée du Revard est un musée français situé sur le mont Revard en Savoie. Il est le seul musée français consacré à l'art de la peinture sur verre inversé ou fixé sous verre. Il a ouvert ses portes en décembre 2016. Si d'autres musées dans le Monde sont consacrés à la peinture sous verre (musée de Romont en Suisse, musée de Hlebine en Croatie, musée de Sibiel en Roumanie), le musée du Revard est le seul à offrir un panorama de cette technique au niveau mondial et sur trois siècles.

## Le bâtiment
Le musée du Fixé est installé au rez-de-chaussée de l’ancien Grand Hôtel, construit en 1894, qui servait de destination aux touristes fortunés de la Belle Époque utilisant les services du PLM (Paris Lyon Méditerranée).

## Lacollection permanente
Le musée expose plus de 400 œuvres et offre un panorama complet du fixé sous verre, avec notamment:
- Des fixés européens des XVIIIe et XIXe siècles (France, Italie, Angleterre) ;
- Des fixés orientaux et extrême-orientaux du XIXe siècle ;
- Des fixés d'artistes contemporains (Croatie, Hongrie, Sénégal) ;
- Des objets de vitrine, mobilier, luminaires (Europe et Asie, XIXe et XXe siècles) ;
- Des enseignes et objets publicitaires (France, Espagne, XIXe et XXe siècles).

Le musée présente également les grands noms de la création contemporaine française : Anne Boille, Chanath, Marie-Amalia Bartolini, Erika Sellier, Didier Merlin et Michel Houvet.
En outre des documents originaux sur le Revard (affiches, prospectus...) ou provenant de personnalités ayant fréquenté la station (Joseph Kessel, Vincent d'Indy...) ou originaires d'Aix-les-Bains ou des Déserts (Léon Brunschvicg, Daniel-Rops, Adrienne Monnier), sans oublier une lettre manuscrite émouvante de Lamartine sont exposés dans le lobby actuellement occupé par le salon de thé attenant qui expose aussi les photos en très grand format de René Claude : "le Revard à couper le souffle".

## Les expositions temporaires
Le musée organise deux expositions temporaires par an, prioritairement consacrées au Revard et à la Savoie.
En 2017, la première avait réuni des éléments autour de l’histoire de l’urbanisation et des sports d’hiver au début du XXe siècle, avec le concours de la Mairie d'Aix-les-Bains ainsi que des photos en très grand format de René Claude.
En 2018, ont été  proposées deux expositions thématiques autour des « migrants » avec des peintures sous verre de Didier Merlin, et de « guerre et amour », avec des peintures sous verre de Chanath, et des toiles de Anne Cindric-Paris présentent le nouveau visage de la peinture sous verre.
L’hiver 2019 est consacré à une mise en tension avec, d’une part, des œuvres de Didier Merlin et des objets culturels, artistiques..., de l'eldorado européen, tel qu'il est perceptible dans l’imaginaire et les yeux des migrants - peints par Didier Merlin.
À l’été 2019 a eu lieu une exposition qui met en vis-à-vis la grande libraire-éditrice de la commune voisine des Déserts Adrienne Monnier et son double algérois, Edmond Charlot, premier éditeur de Camus ; l’ensemble est illustré par 14 fixés sous verre de Chanath.
Par ailleurs le musée du Revard a été en 2018 commissaire d'exposition d'un événement à Chênes-Bougeries (canton de Genève) : Peinture sous verre, naïve ou inspirée ?
L’été 2020 verra se confronter les œuvres de Michel Houvet, artiste méditant, et Ulrich Stückelberger, peintre reconnu, autour de la thématique : « au delà de l’image », face aux productions d’un artiste renommé et inconnu, Decbel

## Philosophie de la peinture sous verre
À partir d'une particularité technique simple (peindre sur le verre à l'envers) toute une série de spécificités du statut ou de la fonction de l'art se révèlent : d'une fragilité inévitable, la peinture sous verre ne constitue pas un rempart contre le temps. Peinture largement communautaire, les artistes signent rarement leurs œuvres, ce qui met cette technique en dehors de l'histoire de l'art officielle. Les détails étant peints dès le départ car ils seront recouverts ensuite, les repentirs et modifications sont interdites : le pacte multiséculaire de l'artiste et de la liberté est écorné, puisqu'il faut d'une certaine manière suivre un plan d'exécution...